# A. Lange & Söhne 1815
 (août 2021).
La A. Lange & Söhne 1815 ou plus simplement, la 1815, est une montre de la manufacture horlogère allemande A. Lange & Söhne. Son nom rend hommage à l'année de naissance du fondateur de la manufacture, Ferdinand Adolph Lange, né le 18 février 1815 à Dresde. 
Lorsque ce modèle est sorti en 1995, il s’agissait du cinquième modèle de la nouvelle ère de l'entreprise Lange.